# Scaphirhynchus suttkusi
Scaphirhynchus suttkusi Williams & Clemmer, 1991, noto in italiano come storione dell'Alabama, è un pesce d'acqua dolce della famiglia Acipenseridae.

## Distribuzione e habitat[2]
L'areale storico dello storione dell'Alabama una volta includeva 1.600 km del sistema dei fiumi Mobile e Mississippi, mentre ora si ritiene che esso occupi solo circa 216 km del basso corso del fiume Alabama e del Cahaba.

## Conservazione[3]
Il declino della popolazione di questa specie si pensa sia da imputare all'eccessivo sfruttamento della pesca, alla perdita e frammentazione del suo habitat, risultato dell'incremento dell'attività fluviale della zona, e dal degradamento della qualità dell'acqua.
Lo Stato e diverse agenzie federali e private del settore sottoscrivessero, nel 2000, un progetto per la salvaguardia dello storione dell'Alabama, denominato Conservation Agreement and Strategy for Alabama Sturgeon, che diede origine ad un piano volontario per la conservazione e rilancio della specie e del suo habitat. Gli obitettivi dell'iniziatica sono rivolti ad incrementare il numero di storioni dell'Alabama attraverso un programma di allevamento in cattività e successivo rilascio, oltre alla conservazione genetica, alla protezione in qualità e quantità dell'habitat esistente e allo sviluppo delle conoscenze verso questa specie di recente classificazione.